# ۱۸ عقاب
۱۸ عقاب یک ستاره است که در صورت فلکی عقاب قرار دارد.